# Den mørke nat forgangen er
Den mørke nat forgangen er er en dansk salme skrevet af H.C. Sthen og med musik af August Winding.